# Elisabetta Maria di Münsterberg-Oels
Elisabetta Maria di Oels (11 maggio 1625 – 17 marzo 1686) fu l'ultimo membro del casato di Poděbrady e duchessa di Oels.

## Biografia
Elisabetta Maria era l'unica figlia del duca Carlo Federico I di Münsterberg-Oels (1593–1647) nata dal matrimonio con Anna Sofia (1598–1641), figlia del duca Federico Guglielmo I di Sassonia-Weimar.
Il 1º maggio 1647 Elisabetta Maria sposò ad Oels il duca Silvio Nimrod di Württemberg-Juliusburg. Suo padre morì il 31 di quel mese. Era stato l'ultimo membro maschile del casato di Poděbrady e aveva sperato di poter trasmettere il ducato alla sua unica figlia. Già nel 1638, aveva dichiarato Oels come un "feudo delle donne". L'imperatore Ferdinando III, tuttavia, sollevò obiezioni. Nel 1648, fu raggiunto un compromesso: il dominio moravo di Jevišovice fu ceduto all'imperatore e questi investì Silvio Nimrod dei ducati di Oels e Bernstadt. La famiglia Poděbrady mantenne il dominio moravo di Šternberk; il ducato di Münsterberg fu dichiarato vacante e ricadde sull'imperatore. L'imperatore combinò gli stemmi di Elisabetta Maria e Silvio Nimrod.
Nel 1652, Elisabetta Maria e Silvio Nimrod fondarono il ducale württemberghese-oelsiano ordine del teschio.
Dopo la morte del marito nel 1664, Elisabetta Maria ed i duchi Cristiano di Brieg e Augusto di Legnica agirono congiuntamente come reggenti per i suoi quattro figli maschi. Quando i maggiori raggiunsero l'età adulta, divisero il ducato nel 1672 e l'anno seguente Elisabetta Maria affidò la tutela del suo figlio più giovane.

## Figli
Dal suo matrimonio, Elisabetta Maria ebbe i seguenti figli:
- Charles Ferdinand (1650–1669)
- Anna Sophia (1650–1669)
- Silvio II Federico (1651–1697), duca di Württemberg-Oels

sposò 1672 Eleonora Carlotta di Württemberg-Montbéliard (1656-1743)
- Cristiano Ulrico I (1652–1704), duca di Württemberg-Bernstadt, sposò

nel 1672, Anna Elisabetta di Anhalt-Bernburg (1647-1680)
nel 1683, Sibilla Maria di Sassonia-Merseburg (1667-1693)
nel 1695 Sofia Guglielmina della Frisia orientale (1659-1698)
nel 1700 Sofia di Meclemburgo-Güstrow (1662-1738)
- Giulio Sigismondo (1653–1684), duca di Württemberg-Juliusburg

sposò nel 1677 Anna Sofia di Meclemburgo-Schwerin (1647-1726)
- Cunegonda Giuliana (1655-1655)
- Silvio (1660-1660)

## Ascendenza
|                                              |                                         |                                             | Genitori                                  |  |  | Nonni |  |  | Bisnonni                              |  |  | Trisnonni                        |  |
|                                              |                                         |                                             |                                           |  |  |       |  |  | Heinrich II, duca di Münsterberg-Oels |  |  | Karl I, duca di Münsterberg-Oels |  |
|                                              |                                         |                                             |                                           |  |  |       |  |  | Heinrich II, duca di Münsterberg-Oels |  |  | Karl I, duca di Münsterberg-Oels |  |
|                                              |                                         | Anna von Sagan                              |                                           |  |  |       |  |  | Heinrich II, duca di Münsterberg-Oels |  |  |                                  |  |
| Karl II, duca di Münsterberg-Oels            |                                         |                                             |                                           |  |  |       |  |  | Heinrich II, duca di Münsterberg-Oels |  |  |                                  |  |
|                                              |                                         | Margarethe zu Mecklenburg-Schwerin          | Heinrich V, duca di Meclemburgo-Schwerin  |  |  |       |  |  |                                       |  |  |                                  |  |
|                                              |                                         | Margarethe zu Mecklenburg-Schwerin          | Heinrich V, duca di Meclemburgo-Schwerin  |  |  |       |  |  |                                       |  |  |                                  |  |
|                                              |                                         | Margarethe zu Mecklenburg-Schwerin          | Helene von der Pfalz                      |  |  |       |  |  |                                       |  |  |                                  |  |
| Karl Friedrich I, duca di Münsterberg-Oels   |                                         | Margarethe zu Mecklenburg-Schwerin          |                                           |  |  |       |  |  |                                       |  |  |                                  |  |
|                                              |                                         | Georg II, conte di Brieger                  | Friedrich II, duca di Legnica             |  |  |       |  |  |                                       |  |  |                                  |  |
|                                              |                                         | Georg II, conte di Brieger                  | Friedrich II, duca di Legnica             |  |  |       |  |  |                                       |  |  |                                  |  |
|                                              |                                         | Georg II, conte di Brieger                  | Sophie von Brandenburg-Ansbach            |  |  |       |  |  |                                       |  |  |                                  |  |
| Elisabeth Magdalena von Brieger              |                                         | Georg II, conte di Brieger                  |                                           |  |  |       |  |  |                                       |  |  |                                  |  |
|                                              |                                         | Barbara von Brandenburg                     | Joachim II, elettore di Brandeburgo       |  |  |       |  |  |                                       |  |  |                                  |  |
|                                              |                                         | Barbara von Brandenburg                     | Joachim II, elettore di Brandeburgo       |  |  |       |  |  |                                       |  |  |                                  |  |
|                                              |                                         | Barbara von Brandenburg                     | Magdalene von Sachsen                     |  |  |       |  |  |                                       |  |  |                                  |  |
| Elisabeth Marie von Münsterberg-Oels         |                                         | Barbara von Brandenburg                     |                                           |  |  |       |  |  |                                       |  |  |                                  |  |
|                                              | Johann Wilhelm, duca di Sassonia-Weimar | Johann Friedrich I, elettore di Sassonia    |                                           |  |  |       |  |  |                                       |  |  |                                  |  |
|                                              | Johann Wilhelm, duca di Sassonia-Weimar | Johann Friedrich I, elettore di Sassonia    |                                           |  |  |       |  |  |                                       |  |  |                                  |  |
|                                              | Johann Wilhelm, duca di Sassonia-Weimar | Sibylle von Jülich-Kleve-Berg               |                                           |  |  |       |  |  |                                       |  |  |                                  |  |
| Friedrich Wilhelm I, duca di Sassonia-Weimar | Johann Wilhelm, duca di Sassonia-Weimar |                                             |                                           |  |  |       |  |  |                                       |  |  |                                  |  |
|                                              |                                         | Dorothea Susanne von der Pfalz-Simmern      | Friedrich III, elettore del Palatinato    |  |  |       |  |  |                                       |  |  |                                  |  |
|                                              |                                         | Dorothea Susanne von der Pfalz-Simmern      | Friedrich III, elettore del Palatinato    |  |  |       |  |  |                                       |  |  |                                  |  |
|                                              |                                         | Dorothea Susanne von der Pfalz-Simmern      | Marie von Brandenburg-Kulmbach            |  |  |       |  |  |                                       |  |  |                                  |  |
| Anna Sophia von Sachsen-Weimar               |                                         | Dorothea Susanne von der Pfalz-Simmern      |                                           |  |  |       |  |  |                                       |  |  |                                  |  |
|                                              |                                         | Philipp Ludwig, duca del Palatinato-Neuburg | Wolfgang, duca del Palatinato-Zweibrücken |  |  |       |  |  |                                       |  |  |                                  |  |
|                                              |                                         | Philipp Ludwig, duca del Palatinato-Neuburg | Wolfgang, duca del Palatinato-Zweibrücken |  |  |       |  |  |                                       |  |  |                                  |  |
|                                              |                                         | Philipp Ludwig, duca del Palatinato-Neuburg | Anna von Hessen                           |  |  |       |  |  |                                       |  |  |                                  |  |
| Anna Maria von Pfalz-Neuburg                 |                                         | Philipp Ludwig, duca del Palatinato-Neuburg |                                           |  |  |       |  |  |                                       |  |  |                                  |  |
|                                              |                                         | Anna von Jülich-Kleve-Berg                  | Wilhelm, duca di Jülich-Kleve-Berg        |  |  |       |  |  |                                       |  |  |                                  |  |
|                                              |                                         | Anna von Jülich-Kleve-Berg                  | Wilhelm, duca di Jülich-Kleve-Berg        |  |  |       |  |  |                                       |  |  |                                  |  |
|                                              |                                         | Anna von Jülich-Kleve-Berg                  | Maria von Österreich                      |  |  |       |  |  |                                       |  |  |                                  |  |
|                                              |                                         | Anna von Jülich-Kleve-Berg                  |                                           |  |  |       |  |  |                                       |  |  |                                  |  |